# トッド・ソロンズの子犬物語
トッド・ソロンズの子犬物語（原題:Wiener-Dog） は2015年製作のアメリカ合衆国の映画。日本公開は2017年1月14日。映倫区分はG。
キャッチコピーは"犬も歩けば不幸にあたる”。

## 概説
『ハピネス』のトッド・ソロンズがメガホンを撮り、豪華キャストで１匹のダックスフンドを通して、人間の愚かさをシュールで渇いた笑いとブラック・ユーモア満載で、全体的にシニカルに描いた動物題材のオムニバスコメディ。邦題のように決して愛犬家が喜ぶような映画では無いので注意が必要との事。

## スタッフ
- 監督・脚本：トッド・ソロンズ
- 製作：ミーガン・エリソン､クリスティーン・ヴェイコン
- 撮影：エドワード・ラックマン
- 音楽：ネイサン・ラーソン、ジェームズ・ラヴィーノ
- 編集：ケビン・メスマン

## キャスト
- エレン・バースティン：ナナ
- ダニー・デヴィート：シュメルツ
- キートン・ナイジェル・クック（英語版）：レミ
- キーラン・カルキン：ブランドン
- ジュリー・デルピー：ダイアナ
- グレタ・ガーウィグ：ドーン
- ゾーシャ・マメット（英語版）：ゾーイ
- トレイシー・レッツ：ダニー